# Imbrasia preussi
Imbrasia preussi är en fjärilsart som beskrevs av Alpheus Spring Packard 1914. Imbrasia preussi ingår i släktet Imbrasia och familjen påfågelsspinnare. Inga underarter finns listade i Catalogue of Life.